# يوهي تويودا
يوهي تويودا ((بالإنجليزية: Yohei Toyoda)‏ مواليد 11 أبريل 1985 في كوماتسو، إيشيكاوا، اليابان) لاعب كرة قدم ياباني. يجيد اللعب في مركز الهجوم مع منتخب اليابان الوطني و نادي ساغان توسو في الدوري الياباني الممتاز.

## روابط خارجية
- يوهي تويودا على موقع الاتحاد الدولي (مؤرشف)  (الإنجليزية)
- يوهي تويودا على موقع رابطة كرة القدم اليابانية للمحترفين (اليابانية)
- يوهي تويودا على موقع دوري كوريا الجنوبية (الإنجليزية)
- يوهي تويودا على موقع قاعدة بيانات كرة القدم.إي يو (الإنجليزية)
- يوهي تويودا على موقع ناشيونال فوتبول تيمز (الإنجليزية)
- يوهي تويودا على موقع Soccerway.com (الإنجليزية)
- يوهي تويودا على موقع عالم كرة القدم.نت (الإنجليزية)
- يوهي تويودا على موقع أوليمبيديا (الإنجليزية)
- يوهي تويودا على موقع AS.com (الإسبانية)